# Сильверс, Роберт Бенджамин
Роберт Бенджамин Сильверс (англ. Robert Benjamin Silvers; 31 декабря 1929, Минеола, Нассо, штат Нью-Йорк — 20 марта 2017, Манхэттен, Нью-Йорк) — американский редактор. С 1963 года редактор «The New York Review of Books».

## Биография
Родился в семье еврейских эмигрантов из Восточной Европы (Румынии и России). Вырос на Лонг-Айленде.
В 1947 году окончил Чикагский университет с присуждением степени бакалавра искусств, затем учился на юридическом факультете Йельского университета, который, однако, не окончил. Также учился в Сорбонне и Sciences Po.
В 1950 году — пресс-секретарь губернатора штата Коннектикут Ч. Боулса, безуспешно баллотировавшегося на второй срок.
В годы Корейской войны (1950—1953) служил в армии, в частности в штаб-квартире НАТО в Париже, в котором жил и учился с 1952 по 1958 годы.
С 1954 года член редсовета, с 1956 по 1958 год редактор «The Paris Review».
В 1958 году был принят на работу редактором журнала «Harper’s», который возглавлял до 1963 г.
По возвращении в Нью-Йорк в 1963 году выступил основателем журнала «The New York Review of Books», стал его соредактором вместе с Барбарой Эпштейн — на протяжении более чем 40 лет, до её смерти от рака в 2006 году. Затем являлся единственным редактором журнала.
Член Американской академии искусств и наук. Почётный член Британской академии (2013).
Почётный доктор Оксфордского и Колумбийского университетов (2014).

## Награды и звания
Удостоен Национальной гуманитарной медали США (2012), кавалер французских орденов Почётного легиона и «За заслуги».